# Copa Mundial de Rugby de 2023
La Copa Mundial de Rugby de 2023 fue la décima edición de la Copa del Mundo de Rugby, torneo internacional de rugby que se celebra cada cuatro años. El 15 de noviembre de 2017 la World Rugby designó a Francia como sede en una votación celebrada en Inglaterra, superando las candidaturas de Irlanda y Sudáfrica.

## Candidatos
Una serie de países mostraron su interés en albergar la Copa Mundial de Rugby de 2023, siendo tanto países que ya lo habían hecho en ocasiones anteriores como países que aspiraban a su organización por primera vez. En esta elección se designarían tanto la sede del año 2023 como la del año 2027 (al igual que pasó en la anterior ocasión para los torneos de 2015 y de 2019). Finalmente se decidió que el Mundial 2023 se disputaría en Francia y que posteriormente se definiría la sede del Mundial 2027.
El proceso de selección seguido fue el siguiente:
| Fecha                            | Evento                                                                                |
| -------------------------------- | ------------------------------------------------------------------------------------- |
| 14 de mayo – 15 de junio de 2015 | Plazo para que las federaciones manifiesten interés en la organización                |
| 3 de julio de 2015               | La World Rugby confirma las sedes candidatas                                          |
| Mayo de 2016                     | La World Rugby requiere a las candidatas la documentación necesaria                   |
| Junio de 2016                    | Fecha límite para que las candidatas confirmen su intención de organizar dicho torneo |
| Noviembre de 2017                | Anuncio de la sede de la edición de 2023                                              |

El proceso de selección comenzó de forma oficial el 14 de mayo de 2015. La World Rugby tiene constancia de cinco potenciales candidatos a albergar la edición 2023, el 6 de mayo de 2015 recibió a representantes de las federaciones de Irlanda, Italia, Sudáfrica, Francia y Estados Unidos. Estas federaciones ya habían anunciado previamente su interés en organizar dicho torneo.
El 3 de julio de 2015 la World Rugby confirmó el interés de cuatro de estas federaciones: Francia, Irlanda, Italia y Sudáfrica.

### Candidaturas confirmadas
Después de que la Copa Mundial de Rugby de 2019 se celebre en Japón, la World Rugby ha manifestado interés en el regreso del torneo a países más tradicionales, en cuanto a rugby se refiere, siendo Sudáfrica e Irlanda las candidaturas favoritas.

#### Francia
Francia, que previamente acogió la Copa Mundial de Rugby de 2007, ha expresado su interés en albergar el torneo del año 2023.

#### Irlanda
El Gobierno de Irlanda y el ejecutivo de Irlanda del Norte, de forma conjunta con la Federación Irlandesa de Rugby, anunciaron de forma oficial el 5 de diciembre de 2014 su intención de lanzar una candidatura para albergar el evento. La candidatura irlandesa propone el uso de recintos tanto de rugby como los destinados a los Juegos gaélicos. Dick Spring, antiguo Viceprimerministro de Irlanda, declaró que tenía constancia de un gran apoyo por parte de los electores hacia la candidatura irlandesa. Spring además expresó la posibilidad de que Croke Park con capacidad para 82 000 espectadores podría albergar la final, mientras que otros estadios dedicados a la práctica de los Juegos gaélicos como Casement Park, Fitzgerald Stadium y Páirc Uí Chaoimh podrían formar parte de la candidatura.

#### Sudáfrica
Sudáfrica ha sido considerada como una de las favoritas para albergar la competición de 2023.

### Candidaturas retiradas
Tres países expresaron inicialmente su intención de albergar el torneo de 2023, declinando finalmente a seguir adelante con la candidatura.
La federación de Estados Unidos declaró su interés en albergar el torneo de 2023 o de 2027 de la Copa Mundial de Rugby.
Argentina también expresó de forma inicial su interés.
La Federazione Italiana Rugby (FIR) confirmó en marzo de 2015 su intención de albergar la Copa Mundial de Rugby de 2023. En la elección de la sede de 2015, Italia había perdido contra Inglaterra en la elección final por tan sólo tres votos de diferencia. Sin embargo, en septiembre de 2016 retiró su candidatura, debido a que Roma también canceló su postulación a los Juegos Olímpicos de Verano de 2024.

## Clasificación
| Clasificatorias | Clasificatorias | Clasificatorias | Clasificatorias | Clasificatorias | Clasificatorias |
| --------------- | --------------- | --------------- | --------------- | --------------- | --------------- |
| África          | América         | Asia Pacífico   | Europa          | Oceanía         | Repesca         |

| África                | América                       | Asia    | Europa                                                                                                 | Oceanía                                            |
| --------------------- | ----------------------------- | ------- | --- | -------------------------------------------------- |
| - Namibia - Sudáfrica | - Argentina - Chile - Uruguay | - Japón | - Escocia - Francia (anfitrión) - Gales - Georgia - Inglaterra - Irlanda - Italia - Portugal - Rumania | - Australia - Fiyi - Nueva Zelanda - Samoa - Tonga |

## Sorteo
El sorteo de grupos se llevó a cabo el 14 de diciembre de 2020, en París.
- Bombo 1: Los cuatro equipos mejor clasificados
- Bombo 2: Los siguientes cuatro equipos mejor clasificados
- Bombo 3: Los últimos cuatro equipos directamente clasificados

Los dos bombos restantes estaban formados por los ocho equipos clasificados, con asignación a cada bombo basándose en lo anterior a la Copa Mundial de Rugby:
- Bombo 4: América 1, Asia/Pacífico 1, Europa 1, Oceanía 1
- Bombo 5: África 1, Europa 2, ganador del repechaje (Asia/Pacífico 2, África 2, Europa 3, América 3), América 2

### Grupos
| Grupo A                                      | Grupo B                                 | Grupo C                               | Grupo D                                |
| -------------------------------------------- | --------------------------------------- | ------------------------------------- | -------------------------------------- |
| Nueva Zelanda Francia Italia Uruguay Namibia | Sudáfrica Irlanda Escocia Tonga Rumania | Gales Australia Fiyi Georgia Portugal | Inglaterra Japón Argentina Samoa Chile |

## Sedes
Estos son los nueve estadios seleccionados para la décima Copa Mundial de Rugby de 2023, organizada por Francia.
| Marsella                                    | Lyon | Lyon | Lille-Villeneuve d'Ascq                 |
| ------------------------------------------- | --- | --- | --------------------------------------- |
| Estadio Velódromo Capacidad: 67 000         | Parc Olympique Lyonnais Capacidad: 59 186                                                                                           | Parc Olympique Lyonnais Capacidad: 59 186                                                                                           | Estadio Pierre-Mauroy Capacidad: 50 000 |
| Stade Vélodrome                             | | | Stade Pierre-Mauroy                     |
| Saint-Denis                                 | Lyon Nantes Marsella Saint-Denis Lille Saint-Étienne Niza Burdeos Toulouse Ciudades sedes de la Copa Mundial de Rugby Francia 2023. | Lyon Nantes Marsella Saint-Denis Lille Saint-Étienne Niza Burdeos Toulouse Ciudades sedes de la Copa Mundial de Rugby Francia 2023. | Nantes                                  |
| Estadio de Francia Capacidad: 80 000        | Lyon Nantes Marsella Saint-Denis Lille Saint-Étienne Niza Burdeos Toulouse Ciudades sedes de la Copa Mundial de Rugby Francia 2023. | Lyon Nantes Marsella Saint-Denis Lille Saint-Étienne Niza Burdeos Toulouse Ciudades sedes de la Copa Mundial de Rugby Francia 2023. | Stade de la Beaujoire Capacidad: 39.500 |
| Stade de France                             | Lyon Nantes Marsella Saint-Denis Lille Saint-Étienne Niza Burdeos Toulouse Ciudades sedes de la Copa Mundial de Rugby Francia 2023. | Lyon Nantes Marsella Saint-Denis Lille Saint-Étienne Niza Burdeos Toulouse Ciudades sedes de la Copa Mundial de Rugby Francia 2023. | Stade Louis-Fonteneau                   |
| Burdeos                                     | Niza | Saint-Étienne | Toulouse                                |
| Estadio Matmut Atlantique Capacidad: 42 000 | Allianz Riviera Capacidad: 35 000                                                                                                   | Estadio Geoffroy-Guichard Capacidad: 41 500                                                                                         | Estadio de Toulouse Capacidad: 33 000   |
| State Matmut Atlantique                     | Allianz Riviera | Stade Geoffroy-Guichard | Stadium Municipal                       |

## Equipos
Se ha previsto la posibilidad de aumentar el número de participantes para la edición de 2023. En los últimos mundiales han competido 20 equipos, la misma cantidad que se presentó en Japón 2019.

## Primera fase
Durante la fase de grupos, las 20 selecciones clasificadas fueron divididas en cuatro grupos de cinco equipos cada una, en el sorteo que tuvo lugar en París en diciembre de 2020. Durante esta parte del torneo los equipos disputaron una liguilla clasificatoria, en la que las selecciones jugaron todas contra todas dentro de cada grupo, una vez. De tal manera que se disputaron 10 partidos por grupo, es decir, 40 encuentros en total durante esta fase.
El sistema de puntuación para cada partido fue el siguiente.
- Se otorgaron cuatro puntos por partido ganado.
- Dos puntos por empate
- Ningún punto para el perdedor
- Un punto extra por anotar cuatro o más tries.
- Un punto extra por perder por siete puntos o menos.
- Si empatan en puntos, se tomará en cuenta el partido entre sí

BO: Punto de bonificación ofensivo.
BD: Punto de bonificación defensivo.

### Grupo A
| Posición | Selección     | Partidos | Partidos | Partidos  | Partidos | Tries a favor | Tantos  | Tantos    | Tantos     | Puntos extra | Puntos |
| Posición | Selección     | jugados  | ganados  | empatados | perdidos | Tries a favor | a favor | en contra | diferencia | Puntos extra | Puntos |
| -------- | ------------- | -------- | -------- | --------- | -------- | ------------- | ------- | --------- | ---------- | ------------ | ------ |
| 1.       | Francia       | 4        | 4        | 0         | 0        | 27            | 210     | 32        | +178       | 2            | 18     |
| 2.       | Nueva Zelanda | 4        | 3        | 0         | 1        | 38            | 253     | 47        | +206       | 3            | 15     |
| 3.       | Italia        | 4        | 2        | 0         | 2        | 13            | 114     | 181       | -67        | 2            | 10     |
| 4.       | Uruguay       | 4        | 1        | 0         | 3        | 9             | 65      | 164       | -99        | 1            | 5      |
| 5.       | Namibia       | 4        | 0        | 0         | 4        | 3             | 37      | 255       | -218       | 0            | 0      |

#### Partidos
| 8 de septiembre | Francia | 27 – 13 | Nueva Zelanda | Stade de France, Saint-Denis |  |

| 9 de septiembre | Italia | BO 52 – 8 | Namibia | Stade Geoffroy Guichard, Saint-Étienne |  |

| 14 de septiembre | Francia | 27 – 12 | Uruguay | Estadio Pierre-Mauroy, Lille |  |

| 15 de septiembre | Nueva Zelanda | BO 71 – 3 | Namibia | Stadium de Toulouse, Toulouse |  |

| 20 de septiembre | Italia | BO 38 – 17 | Uruguay | Estadio de Niza, Niza |  |

| 21 de septiembre | Francia | BO 96 – 0 | Namibia | Stade Vélodrome, Marsella |  |

| 27 de septiembre | Uruguay | BO 36 – 26 | Namibia | Parc OL, Lyon |  |

| 29 de septiembre | Nueva Zelanda | BO 96 – 17 | Italia | Parc OL, Lyon |  |

| 5 de octubre | Nueva Zelanda | BO 73 – 0 | Uruguay | Parc OL, Lyon |  |

| 6 de octubre | Francia | BO 60 – 7 | Italia | Parc OL, Lyon |  |

### Grupo B
| Posición | Selección | Partidos | Partidos | Partidos  | Partidos | Tries a favor | Tantos  | Tantos    | Tantos     | Puntos extra | Puntos |
| Posición | Selección | Jugados  | Ganados  | Empatados | Perdidos | Tries a favor | A favor | En contra | Diferencia | Puntos extra | Puntos |
| -------- | --------- | -------- | -------- | --------- | -------- | ------------- | ------- | --------- | ---------- | ------------ | ------ |
| 1.       | Irlanda   | 4        | 4        | 0         | 0        | 27            | 190     | 46        | +144       | 3            | 19     |
| 2.       | Sudáfrica | 4        | 3        | 0         | 1        | 22            | 151     | 34        | +117       | 3            | 15     |
| 3.       | Escocia   | 4        | 2        | 0         | 2        | 21            | 146     | 71        | +75        | 2            | 10     |
| 4.       | Tonga     | 4        | 1        | 0         | 3        | 13            | 96      | 177       | -81        | 1            | 5      |
| 5.       | Rumania   | 4        | 0        | 0         | 4        | 4             | 32      | 287       | -255       | 0            | 0      |

#### Partidos
| 9 de septiembre | Irlanda | BO 82 – 8 | Rumania | Estadio Matmut Atlantique, Bordeaux |  |

| 10 de septiembre | Sudáfrica | 18 – 3 | Escocia | Stade Vélodrome, Marsella |  |

| 16 de septiembre | Irlanda | BO 59 – 16 | Tonga | Stade de la Beaujoire, Nantes |  |

| 17 de septiembre | Sudáfrica | BO 76 – 0 | Rumania | Estadio Matmut Atlantique, Bordeaux |  |

| 23 de septiembre | Sudáfrica | BD 8 – 13 | Irlanda | Stade de France, Saint-Denis |  |

| 24 de septiembre | Escocia | BO 45 – 17 | Tonga | Estadio de Niza, Niza |  |

| 30 de septiembre | Escocia | BO 84 – 0 | Rumania | Estadio Pierre-Mauroy, Lille |  |

| 1 de octubre | Sudáfrica | BO 49 – 18 | Tonga | Stade Vélodrome, Marsella |  |

| 7 de octubre | Irlanda | BO 36 – 14 | Escocia | Stade de France, París |  |

| 8 de octubre | Tonga | BO 45 – 24 | Rumania | Estadio Pierre-Mauroy, Lille |  |

### Grupo C
| Posición | Selección | Partidos | Partidos | Partidos  | Partidos | Tries a favor | Tantos  | Tantos    | Tantos     | Puntos extra | Puntos |
| Posición | Selección | jugados  | ganados  | empatados | perdidos | Tries a favor | a favor | en contra | diferencia | Puntos extra | Puntos |
| -------- | --------- | -------- | -------- | --------- | -------- | ------------- | ------- | --------- | ---------- | ------------ | ------ |
| 1.       | Gales     | 4        | 4        | 0         | 0        | 17            | 143     | 59        | +84        | 3            | 19     |
| 2.       | Fiyi      | 4        | 2        | 0         | 2        | 7             | 88      | 83        | +5         | 3            | 11     |
| 3.       | Australia | 4        | 2        | 0         | 2        | 11            | 90      | 91        | -1         | 3            | 11     |
| 4.       | Portugal  | 4        | 1        | 1         | 2        | 5             | 64      | 103       | -39        | 0            | 6      |
| 5.       | Georgia   | 4        | 0        | 1         | 3        | 14            | 64      | 113       | -49        | 1            | 3      |

#### Partidos
| 9 de septiembre | Australia | BO 35 – 15 | Georgia | Stade de France, Saint-Denis |  |

| 10 de septiembre | Gales | BO 32 – 26 BO BD | Fiyi | Estadio Matmut Atlantique, Bordeaux |  |

| 16 de septiembre | Gales | BO 28 – 8 | Portugal | Estadio de Niza, Niza |  |

| 17 de septiembre | Australia | BD 15 – 22 | Fiyi | Estadio Geoffroy-Guichard, Saint-Étienne |  |

| 23 de septiembre | Georgia | 18 – 18 | Portugal | Stadium de Toulouse, Toulouse |  |

| 24 de septiembre | Gales | 40 – 6 | Australia | Parc OL, Lyon |  |

| 30 de septiembre | Fiyi | 17 – 12 BD | Georgia | Estadio Matmut Atlantique, Bordeaux |  |

| 1 de octubre | Australia | BO 34 – 14 | Portugal | Estadio Geoffroy-Guichard, Saint-Étienne |  |

| 7 de octubre | Gales | BO 43 – 19 | Georgia | Stade de la Beaujoire, Nantes |  |

| 8 de octubre | Fiyi | BD 23 – 24 | Portugal | Stadium de Toulouse, Toulouse |  |

### Grupo D
| Posición | Selección  | Partidos | Partidos | Partidos  | Partidos | Tries a favor | Tantos  | Tantos    | Tantos     | Puntos extra | Puntos |
| Posición | Selección  | jugados  | ganados  | empatados | perdidos | Tries a favor | a favor | en contra | diferencia | Puntos extra | Puntos |
| -------- | ---------- | -------- | -------- | --------- | -------- | ------------- | ------- | --------- | ---------- | ------------ | ------ |
| 1.       | Inglaterra | 4        | 4        | 0         | 0        | 17            | 150     | 39        | +111       | 2            | 18     |
| 2.       | Argentina  | 4        | 3        | 0         | 1        | 15            | 127     | 69        | +58        | 2            | 14     |
| 3.       | Japón      | 4        | 2        | 0         | 2        | 12            | 109     | 107       | +2         | 1            | 9      |
| 4.       | Samoa      | 4        | 1        | 0         | 3        | 11            | 92      | 75        | +18        | 3            | 7      |
| 5.       | Chile      | 4        | 0        | 0         | 4        | 4             | 27      | 215       | -188       | 0            | 0      |

#### Partidos
| 9 de septiembre | Inglaterra | 27 – 10 | Argentina | Stade Vélodrome, Marsella |  |

| 10 de septiembre | Japón | BO 42 – 12 | Chile | Stadium de Toulouse, Toulouse |  |

| 16 de septiembre | Samoa | BO 43 – 10 | Chile | Estadio Matmut Atlantique, Bordeaux |  |

| 17 de septiembre | Inglaterra | BO 34 – 12 | Japón | Estadio de Niza, Niza |  |

| 22 de septiembre | Argentina | 19 – 10 | Samoa | Estadio Geoffroy-Guichard, Saint-Étienne |  |

| 23 de septiembre | Inglaterra | BO 71 – 0 | Chile | Estadio Pierre-Mauroy, Lille |  |

| 28 de septiembre | Japón | 28 – 22 BD | Samoa | Stadium de Toulouse, Toulouse |  |

| 30 de septiembre | Argentina | BO 59 – 5 | Chile | Stade de la Beaujoire, Nantes |  |

| 7 de octubre | Inglaterra | 18 – 17 BD | Samoa | Estadio Pierre-Mauroy, Lille |  |

| 8 de octubre | Japón | 27 – 39 BO | Argentina | Stade de la Beaujoire, Nantes |  |

## Fase final
Finalizada la fase de grupos, los dos primeros equipos de cada uno de ellos pasaron a la fase final, que consiste en partidos eliminatorios que se juegan en cuatro etapas: cuartos de final, semifinales, partido por el tercer puesto y final. Los equipos que ganan los partidos de cuartos de final se clasifican para las semifinales, y los equipos que pierden los partidos de cuartos de final son eliminados. Los ganadores de los partidos semifinales se clasifican para la final, y los perdedores disputan la final de bronce.
Si los partidos terminan empatados, el ganador se determina mediante los siguientes métodos secuenciales:
1. Prórroga: se disputan dos períodos extras de 10 minutos cada uno.
2. Muerte súbita: si el resultado continuara empatado tras disputarse el tiempo extra, se jugaría un tiempo adicional de 10 minutos como máximo. El primer equipo que marcara puntos sería declarado ganador.
3. Competición de kicks: si después de este período de muerte súbita no pudiera declararse un ganador, se realizaría una competición de kicks desde el suelo.

### Cuadro de desarrollo
|  | Cuartos de final            | Cuartos de final            |                             |            | Semifinales            | Semifinales            |  |  | Final                       | Final |
|  |                             |                             |                             |            |                        |                        |  |  |                             |       |
|  | 14 de octubre - Marsella    |                             |                             |            |                        |                        |  |  |                             |       |
|  |                             |                             |                             |            |                        |                        |  |  |                             |       |
|  | Gales                       | 17                          |                             |            |                        |                        |  |  |                             |       |
|  | Gales                       | 17                          | 20 de octubre - Saint-Denis |            |                        |                        |  |  |                             |       |
|  | Argentina                   | 29                          |                             |            |                        |                        |  |  |                             |       |
|  | Argentina                   | 29                          | Argentina                   | 6          |                        |                        |  |  |                             |       |
|  | 14 de octubre - Saint-Denis |                             | Argentina                   | 6          |                        |                        |  |  |                             |       |
|  |                             | Nueva Zelanda               | 44                          |            |                        |                        |  |  |                             |       |
|  | Irlanda                     | Nueva Zelanda               | 44                          | 24         |                        |                        |  |  |                             |       |
|  | Irlanda                     |                             | 28 de octubre - Saint-Denis | 24         |                        |                        |  |  |                             |       |
|  | Nueva Zelanda               | 28                          |                             |            |                        |                        |  |  |                             |       |
|  | Nueva Zelanda               | 28                          | Nueva Zelanda               | 11         |                        |                        |  |  |                             |       |
|  | 15 de octubre - Marsella    |                             | Nueva Zelanda               | 11         |                        |                        |  |  |                             |       |
|  |                             | Sudáfrica                   | 12                          |            |                        |                        |  |  |                             |       |
|  | Inglaterra                  | Sudáfrica                   | 12                          | 30         |                        |                        |  |  |                             |       |
|  | Inglaterra                  | 21 de octubre - Saint-Denis |                             | 30         |                        |                        |  |  |                             |       |
|  | Fiyi                        | 24                          |                             |            |                        |                        |  |  |                             |       |
|  | Fiyi                        | 24                          | Inglaterra                  | 15         | Tercer y cuarto puesto | Tercer y cuarto puesto |  |  |                             |       |
|  | 15 de octubre - Saint-Denis |                             | Inglaterra                  | 15         | Tercer y cuarto puesto | Tercer y cuarto puesto |  |  |                             |       |
|  |                             | Sudáfrica                   | 16                          |            |                        |                        |  |  |                             |       |
|  | Francia                     | Sudáfrica                   | 16                          | 28         | Argentina              | 23                     |  |  |                             |       |
|  | Francia                     |                             |                             | 28         | Argentina              | 23                     |  |  |                             |       |
|  | Sudáfrica                   | 29                          |                             | Inglaterra | 26                     |                        |  |  |                             |       |
|  | Sudáfrica                   | 29                          |                             |            | 26                     |                        |  |  |                             |       |
|  |                             |                             |                             |            |                        |                        |  |  | 27 de octubre - Saint-Denis |       |
|  |                             |                             |                             |            |                        |                        |  |  |                             |       |

### Cuartos de final
| 14 de octubre | Gales | 17 – 29 | Argentina | Estadio Velódromo, Marsella |  |

| 14 de octubre | Irlanda | 24 – 28 | Nueva Zelanda | Estadio de Francia, Saint-Denis |  |

| 15 de octubre | Inglaterra | 30 – 24 | Fiyi | Estadio Velódromo, Marsella |  |

| 15 de octubre | Francia | 28 – 29 | Sudáfrica | Estadio de Francia, Saint-Denis |  |

### Semifinales
| 20 de octubre | Argentina                         | 6 – 44  | Nueva Zelanda | Estadio de Francia, Saint-Denis |                           |
|               | Penales (2/2) E. Boffelli 5', 31' | Reporte | Try W. Jordan 11', 62', 73' J. Barrett 16' S. Frizell 42', 49' A. Smith 42' Conversión (3/7) R. Mo'unga 12', 43', 50' Penales (1/1) R. Mo'unga 31' | Árbitro(s): Angus Gardner       | Árbitro(s): Angus Gardner |

| 21 de octubre | Inglaterra                                                           | 15 – 16 | Sudáfrica                                                                                         | Estadio de Francia, Saint-Denis |                          |
|               | Penales (4/4) O. Farrell 3', 10', 24', 39' Drop (1/1) O. Farrell 53' | Reporte | Try RG Snyman 69' Conversión (1/1) H. Pollard 70' Penales (3/3) M. Libbok 21' H. Pollard 35', 78' | Árbitro(s): Ben O'Keeffe        | Árbitro(s): Ben O'Keeffe |

### Tercer y cuarto puesto
| 27 de octubre | Argentina | 23 – 26 | Inglaterra                                                                                               | Estadio de Francia, Saint-Denis |                       |
|               | Try T. Cubelli 36' S. Carreras 42' Conversión (2/2) E. Boffelli 37', 43' Penales (3/3) E. Boffelli 24', 50' N. Sánchez 68' | Reporte | Try B. Earl 8' T. Dan 44' Conversión (2/2) O. Farrell 9', 45' Penales (4/4) O. Farrell 3', 13', 30', 65' | Árbitro(s): Nic Berry           | Árbitro(s): Nic Berry |

### Final
| 28 de octubre | Nueva Zelanda                                        | 11 – 12 | Sudáfrica                                  | Estadio de Francia, Saint-Denis |                          |
|               | Try B. Barrett 58' Penales (2/2) R. Mo'unga 17', 38' | Reporte | Penales (4/4) H. Pollard 3', 13', 19', 34' | Árbitro(s): Wayne Barnes        | Árbitro(s): Wayne Barnes |

| Bandera de Sudáfrica |
| Campeón Sudáfrica    |
| Cuarto título        |

## Retransmisiones

### América Latina
En Hispanoamérica los derechos de Copa Mundial de Rugby de 2023 los ha adquirido el canal de televisión ESPN y el servicio de streaming Star+.
En Argentina los derechos de la Copa Mundial de Rugby los adquirió la TV Pública.
En Chile los derechos de la Copa Mundial de Rugby los adquirió Mega.

### España
En España los derechos de la fase final de Copa Mundial de Rugby de 2023 los ha adquirido Deportes por M+